# Пампук-Кая
Пампук-Кая (крим. Pampuk Qaya) — руїни укріпленого поселення X—XIII століття, згодом — монастиря XIV—XV століття (у VI—IX столітті існувало як відкрите поселення). Розташовані на скелі-мисі Кільсе-Бурун однойменної гори, що обривається на сході в долину Бельбека, за 1,5 км на захід від села Ашаги-Фоті-Сала. Рішеннями Кримського облвиконкому № 16 від 15 січня 1980 року та № 688 від 20 лютого 1990 року руїни оборонних стін та культової, житлової та господарської забудови VIII—XV століття укріплення Пампук-Кая оголошені історичною пам'яткою місцевого значення.

## Опис

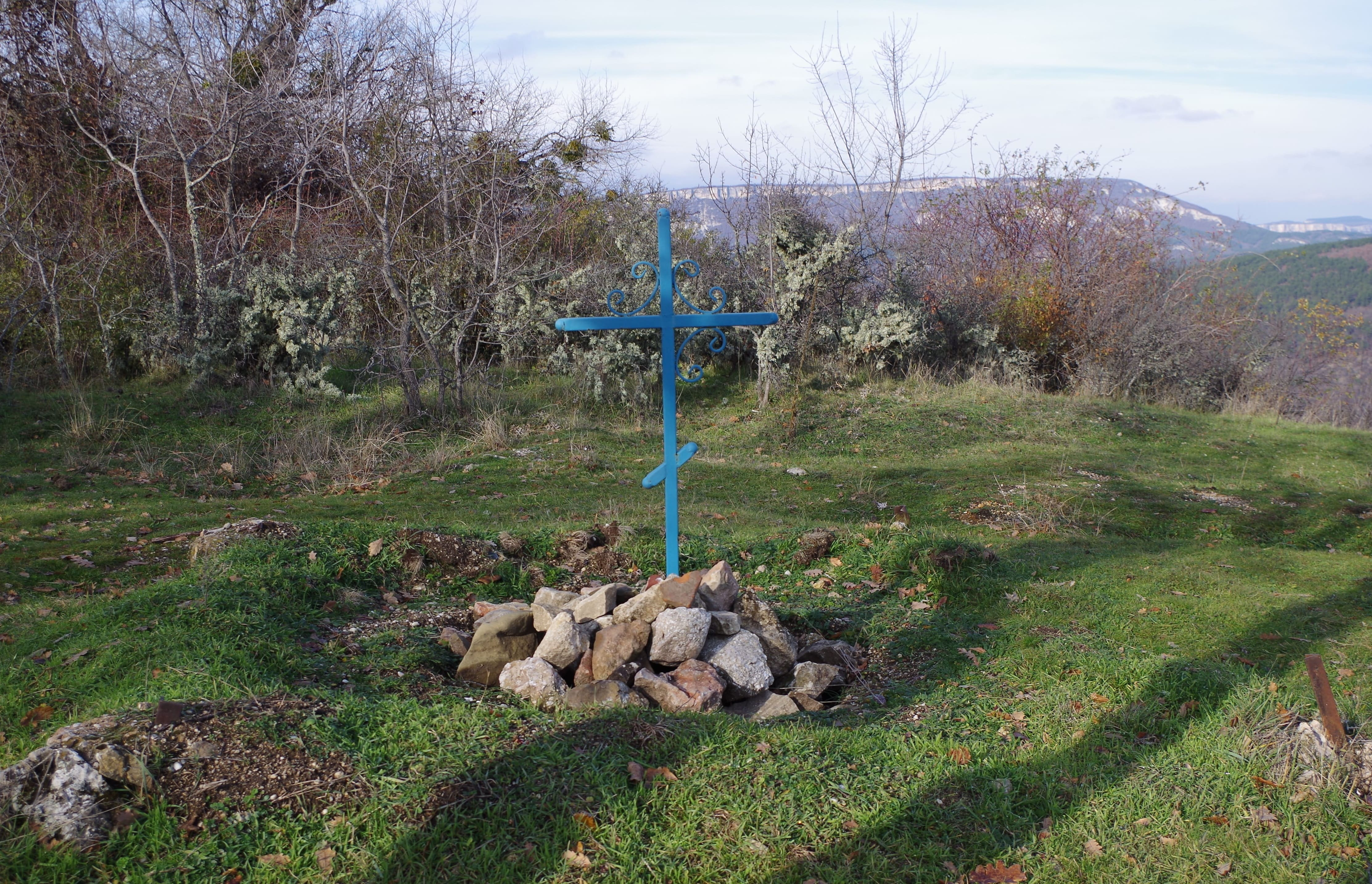
Вершина Пампук-Каї

Південно-східний і північний бік укріплення були загороджені стінами (двопанцирна на глині із забуткою, завдовжки близько 100 м, завтовшки 2 м, збереглися на висоту 0,4-1,1 м), північну частину укріплення відгородили ще однією 40-метровою стіною, що відокремлювала цитадель (площа укріплення 0,57 гектара, з них 0,19 гектара — цитадель). Протяжність ісара з північного заходу на південний схід 124 м і з південного заходу на північний схід — 53 м.
Судячи з підйомного матеріалу, поселення на Пампук-Кая існувало з VI століття, тоді ж було збудовано храм, перебудований у VIII (або XI) столітті на трьохапсидний. Храм, розмірами 11,4 м на 10,45 м, був складений із доволі великого каміння, підтесаного з одного боку, двопанцирною кладкою із забутовкою на вапняному розчині, товщина стін від 65 до 72 см, кути складені зі штучного каміння, з черепичною покрівлею (черепиця, судячи з клейм, була привізною з Херсонеса). Храм, на думку Анатолія Якобсона, припинив існування в XIII столітті. Унаслідок археологічних розкопок 1980 року під керівництвом Віктора Мица було отримано матеріали про життя укріплення до XV століття: було досліджено оборонні споруди, житлові та господарські споруди. Хронологічні рамки життя ісара були уточнені на період з X по XV століття, з'явилася думка про існування у XIV—XV столітті укріпленого монастиря, розвідане місце попереднього відкритого поселення.
Перше повідомлення про руїни, як «фортеці в Албаті», залишив Єгор Кьолер 1821 року, згадували укріплення Микола Рєпніков в «Матеріалах до археологічної карти південно-західного нагір'я Криму» 1940 року і Євгеній Веймарн у статті 1958 року. Обстеження та розкопки проводилися у 1956 році Олегом Домбровським, у 1961—1962 роках — Анатолієм Якобсоном та у 1980 році Віктором Мицем.